# Szlávik Mátyás
Szlávik Mátyás (Dobsina, 1860. október 22. – Rákosszentmihály, 1937. december 3.) bölcseleti doktor, filozófus, evangélikus teológiai tanár.

## Élete
Dobsinán született bányászcsaládban, Szlávik Mátyás és Mikulik Mária fiaként, 1860. október 24-én keresztelték. Szülőhelyén kezdte tanulmányait is. A gimnáziumot Rozsnyón, a teológiai tanfolyamot 1881-ben Eperjesen végezte. Ekkor a hallei egyetemre ment, melyen három év múltán, 1884 júniusában bölcseletdoktori oklevelet szerzett Die Reformation in Ungarn című disszertációjával. Még ez évben eperjesi teológiai tanárrá választatott, később az igazgatói tisztet is viselte. A Magyar Protestáns Irodalmi Társaság választmányi tagja volt. 1885-ben házasságot kötött Siebert Olgával, akivel ötvenkét esztendeig éltek együtt, a frigyből kilenc leánygyermekük született. Az ideiglenesen Budapesten működő teológián is oktatott, 1922-ben vonult nyugállományba. Később is aktívan tevékenykedett: elsősorban német nyelvű istentiszteleteket tartott több helyütt, éveken keresztül volt az evangélikus gimnáziumok és a tanítónőképzők érettségi biztosa. 1931-ben a Magyar Tudományos Akadémia Kazinczy Gábor-díjjal és emlékéremmel jutalmazta, tanári és írói munkájának elismerése gyanánt; 1934-ben kapta meg aranydiplomáját Halléban. Rákosszentmihályon hunyt el 1937. december 3-án érelmeszesedés, szívhűdés következtében, emlékét a Jogakadémia 1938. január 13-ai kari ülésén jegyzőkönyvbe foglalták.
Cikkei a Protestáns Egyházi és Iskolai Lapban (1882. A halle-wittenbergi Bibliotheca Hungarica-ismertetése, 1883-1887., 1890. Dr. Hase Károly Ágost emlékezete), a Protestáns Szemlében (1889. Jansenismus a történetírás terén, 1890. Hase Károly emlékezete, Döllinger emlékezete, 1891. A legújabb theologiai iskola, Luther-képek a modern pápás történetírásból, 1892-1900. sat.); az Evangélikus Egyház és Iskolában (1896. Irodalmunk érdekében külföldön).

## Munkái
- Die Reformation in Ungarn. Halle, 1884
- A férfi- és női-nem lélektani jellemzése. Kassa, 1885
- Goethe és a «Faust» vallásos-erkölcsi jellemzése. Sárospatak, 1886. (Különnyomat a Sárospataki Lapokból)
- A legújabb theológia történetéből. Bpest, 1887
- Bölcsészettörténet. Eperjes és Pozsony, 1888-89. Két kötet. (I. Görög bölcsészet. II. Modern bölcsészet. Ism. Protestáns Egyházi és Iskolai Lap 1888-1891.)
- A legújabb katholikus reform-mozgalom. Bpest, 1890. (Különnyomat a Protestáns Szemléből)
- Keleti utamból. Felolvasás. Uo. 1891. (Különnyomat a Protestáns Egyházi és Iskolai Lapból)
- Kant ethikája. Eperjes, 1894
- Zur Frage der Zivilehe in Ungarn. Leipzig, 1894
- Zur Geschichte und Litteratur der Philosophie in Ungarn. Uo. 1895
- A szabad akarat kérdéséhez. Bpest, 1896. (Különnyomat az Athenaeumból)
- 1848. márcz. 15. – 1898. márcz. 15. Eperjes, 1898
- Az akarat kérdésének történetirodalmából. Bpest, 1905. (Különnyomat az Athenaeumból)